# Banda Halley
Banda Halley é um grupo musical brasileiro originário de Cametá, no estado do Pará. Com mais de três décadas de carreira, tornou-se uma das principais referências da música paraense Brega e Tecnomelody, destacando-se por sua sonoridade regional e presença marcante em eventos culturais.

## História e Trajetória
Fundada nos anos 1990, com seu Proprietário Alan Dorceuna, a Banda Halley ganhou notoriedade com sucessos como “Tigresa” e o álbum “Banda Halley em Calypso”. Ao longo dos anos, emplacou hits populares como “Maluca”, “Volte Pra Mim” e “Primeiro de Abril”, que marcaram gerações de fãs. Em 2008, gravou um DVD ao vivo na casa de shows A Pororoca, consolidando sua trajetória artística.

## Alcance Internacional
A banda expandiu sua atuação para além das fronteiras brasileiras, realizando apresentações em países como Suriname e Guiana Francesa. No Brasil, percorreu diversos estados e, em 2022, alcançou o feito de se apresentar nas 148 cidades do Pará, um marco histórico para a música regional.

## Projetos Recentes
Em 2023, lançou o projeto “Banda Halley na Ilha do Combu”, que apresenta releituras modernas de clássicos da música paraense. O trabalho incorpora elementos eletrônicos, como sintetizadores, e propõe uma nova identidade sonora ao grupo, sem perder suas raízes culturais. nos Vocais Herick Rafael e Milena Sousa

## Popularidade e Presença Digital
A Banda Halley mantém uma presença ativa nas plataformas digitais, com mais de 20 mil ouvintes mensais no Spotify e milhões de visualizações em seu canal no YouTube. Seu alcance e relevância continuam crescendo, reafirmando seu papel como uma das maiores potências da música paraense.
1. 1 2 3 4 5  «Banda Halley». Spotify. Consultado em 19 de agosto de 2025